# Todtnau
Todtnau è un comune tedesco di 5.040 abitanti, situato nel land del Baden-Württemberg.

## Etimologia
Il nome significa pressappoco "prato morto", forse in riferimento ai prati che seccano durante l'inverno.

## Geografia fisica
Todtnau è situato sull'altura montuosa della Foresta Nera, sul fiume Wiese, 20 km a sud-ovest di Friburgo.
La municipalità conta otto "distretti" (Ortsteil), più il capoluogo Todtnau, che prende il nome da un vicino monte:
- Aftersteg
- Brandenberg
- Geschwend
- Herrenschwand
- Muggenbrunn
- Präg
- Schlechtnau
- Todtnauberg

### Todtnauberg
Todtnauberg è un piccolo villaggio di circa 650 abitanti, comune autonomo fino al 1974, il cui nome deriva dall'essere situato sotto il monte ("berg") Todtnau. Il villaggio si trova all'altitudine di 1.150 metri sul livello del mare ed è famoso per essere stata la residenza del filosofo Martin Heidegger (quando non risiedeva a Friburgo, a circa 29 km), che qui aveva una baita dove scrisse la sua opera maggiore, Essere e tempo.
Heidegger era legatissimo a questo luogo, al punto di rifiutare la cattedra all'università di Berlino pur di continuare a insegnare all'università della vicina Friburgo, da dove poteva rifugiarsi nel cuore dell'amata Foresta Nera quando ne sentisse il bisogno.

## Economia

### Turismo
La zona è meta di turismo, anche invernale, essendo una località sciistica.